# ماغا بوجا
يعد ماغا بوجا Māgha Pūjā (يُعرف أيضًا باسم «يوم ماخا بوشا») ثالث أهم مهرجان بوذي، يُحتفل به في يوم اكتمال قمر الشهر القمري الثالث في كمبوديا، ولاوس، وتايلاند وسريلانكا وفي يوم اكتمال قمر شهر تابانغ في ميانمار. يحتفل بالاجتماع الذي عُقد بين بوذا و1250 من تلاميذه الأوائل والذي، وفقاً للتراث، سبق عرف تلاوة الرهبان الدورية لقواعد الانضباط. يحتفل البوذيون في هذا اليوم بإنشاء مجتمع مثالي ونموذجي، ولهذا السبب يدعى أحيانًا يوم سانغا، إذ تشير كلمة سانغا إلى المجتمع البوذي، وبالنسبة لبعض المدارس البوذية، إلى المجتمع الرهباني تحديدًا. في تايلاند، يستخدم المصطلح البالي (من اللغة البالية) ماغا-بورانامي للإشارة إلى الاحتفال، بمعنى «تكريمًا لاكتمال قمر للشهر القمري الثالث». وأخيرًا، أشار بعض المؤلفين إلى هذا اليوم بأنه يوم جميع القديسين البوذيين.
احتفلت بعض المجتمعات في جنوب شرق آسيا في عصر ما قبل الحداثة بالماغا بوجا. ولكن أصبح يتمتع بشعبية واسعة في العصر الحديث، عندما أقامه الملك راما الرابع في تايلاند في منتصف القرن التاسع عشر. وانتشر من تايلاند إلى دول جنوب وجنوب شرق آسيا. يعتبر حاليًا عطلة رسمية في بعض هذه البلدان. وهو مناسبة يذهب فيها البوذيون إلى المعبد لأداء أنشطة صنع الفضيلة، مثل إعطاء الصدقات والتأمل والاستماع إلى التعاليم. اقتُرح في تايلاند كبديل أكثر روحية للاحتفال بعيد الحب.

## أصل الكلمة والموعد
تُشتق كلمة ماغا من اسم الشهر الثالث في التقويم القمري الهندي التقليدي، الذي يقام فيه الاحتفال. وهي أيضًا اسم نجم، يكون قريبًا من القمرالمكتمل خلال هذه الفترة. يُقام الماغا بوجا في يوم اكتمال القمر. ويؤجل الاحتفال في السنة الكبيسة إلى يوم اكتمال قمر الشهر القمري الرابع.

## الاحتفالات والشعائر
ماغا بوجا هو يوم يصنع فيه المواطنون العاديون الفضيلة. ويقومون بذلك عادةً بدافع تحسين الذات في دورة الوجود. يقيم فيه الرهبان والمصلون العاديون مواكب، ويشعلون الشموع، ويحضرون المواعظ ويقدمون قرابين من الطعام، فضلًا عن التأمل والتراتيل البوذية. يحرر المصلون أحيانًا الحيوانات من الأسر أيضًا. علاوةً على ذلك، يتمسك المصلون بالمبادئ الأخلاقية البوذية الخمسة ويتفكرون فيها في هذا اليوم، والتي تشمل تجنب المسكرات. يُحتفل بماغا بوجا على نطاق واسع في تايلاند، لكنه عطلة وطنية في معظم دول جنوب شرق آسيا، مثل لاوس وميانمار.

### تايلاند
سُمي يوم ماغا بوجا في تايلاند عيدًا وطنيًا، يحظر فيه بيع الكحول تمامًا منذ عام 2015. في مساء يوم ماغا بوجا، تقيم المعابد الحضرية في تايلاند موكبًا على ضوء الشموع يطوف حول قاعة رسامة الكهنة الرئيسية تدعى ويان ثيان (ويان تعني الدوران حول؛ ثيان تعني شمعة). وعلاوةً على ذلك، يصنع الناس الفضيلة بالذهاب إلى المعابد والانضمام إلى الأنشطة. هناك طرق شائعة أخرى لقضاء الوقت في أسبوع ماغا بوجا، كما وجد استطلاع أجرته جامعة سوان دوسيت عام 2019 على 5335 من المستجوبين من مختلف الأعمار.
| طريقة قضاء الوقت                                  | النسبة المئوية (إبلاغ ذاتي) |
| إعطاء الصدقات للرهبان                             | 56%                         |
| صنع الفضيلة                                       | 55%                         |
| الامتناع عن الترفيه والحياة الليلية أو لعب القمار | 48%                         |
| إقناع الأصدقاء والعائلة بزيارة المعبد معًا         | 45%                         |
| الانضمام إلى موكب الشموع في المعبد                | 44%                         |
| الاستماع إلى الخطب البوذية                        | 35%                         |
| إعطاء الطعام للرهبان في المعبد                    | 28%                         |
| التمسك بالمبادئ الخمسة أو الثمانية                | 26%                         |
| التأمل                                            | 26%                         |
| تلاوة الأناشيد البوذية                            | 21%                         |